# Luis Jiménez (sculpteur)
Pour les articles homonymes, voir Luis Jiménez et Jiménez.
Luis Jiménez, né le 30 juillet 1940 à El Paso (Texas) et mort le 13 juin 2006 à Hondo (Nouveau-Mexique), est un sculpteur américain.

## Biographie
Luis Jiménez était connu pour ses grandes sculptures polychromes en fibre de verre inspirées de thèmes du sud-ouest américain et hispanique. Ses travaux, souvent controversés, étaient facilement reconnaissables par les thèmes et leurs surfaces colorées, brillantes et ondulées.
Il est mort le 13 juin 2006 dans son atelier de Hondo (Nouveau-Mexique), quand une grande sculpture de cheval mustang est tombée sur lui. La pièce était destinée à l'Aéroport international de Denver.